# Kenpō
 (février 2014).
 (mai 2025).
Si vous disposez d'ouvrages ou d'articles de référence ou si vous connaissez des sites web de qualité traitant du thème abordé ici, merci de compléter l'article en donnant les références utiles à sa vérifiabilité et en les liant à la section « Notes et références ».
Le japonais kenpō 拳法 ou kempo est un mot japonais qui signifie « méthode du poing », parfois traduit à tort par « loi du poing ».

## Définition
Le terme ken dériverait du chinois k'iuan ou quan qui, dans les textes anciens, évoque la force autant que le poing. C'est un terme généralement employé pour désigner les arts martiaux japonais d’origine chinoise. Les premiers échanges avec le Japon dateraient du XIIIe siècle par le biais de moines bouddhistes de Shaolin.
Le Shaolin quan fut diffusé sous différentes formes dans toute l’Asie, notamment au Japon et dans l'archipel des Ryūkyū, plus particulièrement à Okinawa, dont le kenpō le plus célèbre s’appellera Tang-te ou Tode, puis karaté.
Il y a de nombreux styles de kenpō, les plus répandus sont les kenpō japonais, les kenpō okinawaïens et le kenpō américain, lui-même issu en grande partie du kenpō hawaïen. Le kenpō fut également surnommé le kung fu japonais. Depuis quelques années, notamment depuis l'ouverture de l'ancien bloc soviétique, le kenpō bulgare se diffuse lui aussi en particulier grâce aux démonstrations lors du Festival des arts martiaux de Bercy.
La transcription kempo renvoie à la branche japonaise, et la transcription kenpō à la branche hawaïenne. Ces commodités d'écriture permettent aux connaisseurs de classer ainsi la myriade de disciplines portant le même nom générique. Il convient de noter qu'initialement, ce fut un terme générique pour un grand nombre de disciplines martiales issues de l'ile d'Okinawa.

## Branche hawaïenne
Même si elle est particulièrement diversifiée en une multitude de disciplines, on retrouve malgré tout une identité propre et spécifique entre ces disciplines : cette empreinte s'étend d'ailleurs aux disciplines de la branche américaine donc les racines profondes demeurent hawaïennes.

### Shin gi tai kempodu maître Daniel Hayen
Le shin gi tai kempo est une évolution du shin gi kempo. Cette évolution consiste en une restructuration complète et précise établie par Daniel Hayen.
Son but principal fut de créer un style tout à fait logique qui serait utilisable par chacun quelles que soient les caractéristiques de l'exécutant (âge, morphologie, sexe…). Dans ce système, il travaille sur les différentes lignes de force (hauteur, largeur et profondeur) de son adversaire.
Le shin gi tai kempo cherche notamment à le déséquilibrer physiquement et mentalement afin qu'il soit complètement déstabilisé et qu'il ne puisse plus faire de « contre-attaque ». Ainsi, par alternances de coups de poing, de coups de pied, de frappes, de clés, on peut le déséquilibrer et/ou le neutraliser.
Ce système de défense se caractérise certainement par toutes ces techniques exécutées avec une très grande rapidité et plus spécialement par une succession rapide entre les différents mouvements effectués.
Il reprend les trois éléments : le shin, le gi et le tai, soit le « mental », la « technicité » et le « corps ».

### Kosho Shorei-ryū kenpō du maîtreJames Mitose(en)
On peut considérer le maître Mitose James-Masayoshi, comme le véritable initiateur de la riche branche hawaïenne de kenpō.
Né à Hawaï en 1916, il retournera au Japon en 1920 avec sa famille (issue d'un clan féodal japonais). Il va pratiquer les arts familiaux, notamment le ken-jutsu (escrime au sabre), le kyu-jutsu (tir à l'arc), le ju-jutsu et une forme particulière de kenpō : le kosho-ryū kenpō (« Kenpo de l'école du vieux pin »). Vers 1930, il devient le disciple du maître Motobu Choki, un membre éloigné de sa famille. Celui-ci lui enseignera pendant six ans sa version du kosho-ryū kenpō.
Dès 1936, le maître Mitose, retourne vivre à Honolulu (Hawaï) où il va commencer l'enseignement de son kenpō sous le nom de kenpō ju-jutsu. Son système, combinaison de frappes, torsions et immobilisations, constitue la véritable racine de toute la grande famille des écoles actuelles de kenpō.
Il formera cinq ceintures noires qui entreront dans l'histoire :
- Thomas Young qui, en 1953, devient son successeur à la tête de son club d'Hawaï ;
- Paul Yamaguchi et Arthur Keawe ;
- Edward « Bobby » Lowe qui va créer son école, puis basculer au karaté Kyokushinkai ;
- Mitose Thomas Barro (fils du fondateur), aujourd'hui à la tête du Kosho shorei-ryū kenpō ;
- Bruce Juchnik, surnommé « le dernier disciple » : formé initialement par le maître Ed Parker, il sera formé par Mitose durant le séjour de ce dernier en prison pour meurtre ; puis il créera, à la mort de Mitose, la Worldwide Kosho-ryū Kenpo Association et la Sei kosho shorei kai ;
- Gordon[Qui ?]
- Le professeur William K. S. Chow, sûrement le plus connu des disciples de Mitose, qui sera le fondateur du deuxième grand système de kenpō hawaïen, et formera des grands noms du kenpō.

### William K. S. Chow et l’Hawaiian kenpō
Le kenpō hawaïen est créé par le professeur William K. S. Chow, qui sera à l'origine du premier style de kenpō purement hawaïen sur l'île.
Le professeur Chow, après avoir appris le système sous la direction du maître James M. Mitose (héritier et grand-maître de la branche Kosho-Shorei-ryū kenpō qui l'introduit sur l'île), va explorer d'autres disciplines telles que le karaté, le ju-jitsu, et va combiner ces apports à sa pratique familiale du kung fu wu shu de Shaolin. Puis, il va synthétiser l'ensemble de ses connaissances, et les enrichir de son expérience du combat de rue.
Le professeur William Chow va former un certain nombre de pratiquants parmi lesquels, certains seront à l'origine d'autres systèmes de kenpō :
- Ed Parker, le créateur de l'American Kenpo ;
- Adriano Emperado « Sonny » à l'origine du kajukenbo ;
- Ralph Castro, le créateur du Shaolin Kenpo ;
- Nicholas Raymond Cerio, le créateur du Nick Cerio's Kenpo System (souche du style abordé par les Studio-Unis d'autodéfense).

Après son décès, l'un de ses élèves, Sam Alama Kuoha, devient son successeur à la tête du kenpō hawaïen, devenu le Kara-ho kenpō.

### Lejukenpo karaté jitsudu maître Carlos Ferreiro
Le jukenpo karaté a été créé dans les années 1995 par Carlos Ferreiro. Maître Ferreiro fut l’élève du professeur Chinois Pau Lou. Celui-ci avait déjà structuré l’art de sa famille, en puisant sur ces différentes expériences du combat de rue, mais également sous l’enseignement de son père, maître de kung-Fu.
Le jukenpo est une synthèse martiale de plusieurs techniques afin de fluidifier les mouvements.
Maître Ferreiro a progressivement élaboré son propre système de défense personnelle, qui se fonde sur les enseignements du kung-Fu, du judo, du karaté (shozindo, sankukai, sankudo, goju-ryu), du ju-jitsu, du kajukenbo , du kenpo (lima lama), sankakujutsu).
Depuis 1995, le jukenpo karaté jitsu est reconnue par la Fédération internationale de défense personnelle, la Fédération internationale des arts martiaux et la Fédération
international de kenpo.

### Lekara ho kenpō
Le kara ho kenpō tel qu'il existe est une évolution du système du professeur Chow, modifié et enrichi par son élève et successeur légitime Sam Alama Kuoha.
Il va découvrir le kenpō sous la houlette de son oncle Charles Kuuihana, un ancien disciple de William Chow. Puis, il ira plus tard apprendre directement avec le professeur Chow, devenant son principal assistant. Les deux vont travailler ensemble à une restructuration du kenpō hawaïen, créant notamment de nouvelle formes, fondées sur le principe des « douze techniques linéaires » du Kosho Shorei-ryū kenpō que le professeur Chow avait appris auprès du maître Mitose.
D'autre part, ils vont restructurer la discipline à l'international, regroupant l'ensemble des pratiquants de la branche hawaïenne traditionnelle.
Au décès de William Chow en 1987, Kuoha devient le nouveau grand-maître du kara-ho kenpō. Il va ancrer encore plus le système dans ses aspects traditionnels pour le distinguer des différents systèmes américains.

### Lekajukenbo
Le kajukenbo est une synthèse martiale de plusieurs systèmes de combat. Il a été créé par un collège de cinq experts en arts martiaux dont Adriano Emperado. « Ka » pour Karaté (japonais et coréen), « Ju » pour Judo et Ju-jutsu (divers styles), « Ken » pour le Kenpō (hawaïen et chinois), « Bo » pour divers systèmes de boxes (chinoise, anglaise, thaïlandaise, française) mais également les arts philippins pour leurs techniques d'armes (couteaux, bâton…).

#### Structure technique
Le kajukenbo se compose d'un programme technique de base d'autodéfense par niveau de ceintures. À chaque niveau de ceinture, sont enseignées des techniques de défense contre frappes, mais aussi saisies et attaques armées. La rapidité, la fluidité, la précision, l'adaptation et la puissance.
Le système ayant connu de nombreuses évolutions dans le temps, de nombreuses tendances se sont progressivement dégagées. On a ainsi une branche dite « dure », restée rattachée à Emperado, et notamment représentée par l'Espagnol Angel Garcia Soldado (qui a particulièrement enrichi le système), et une branche dite « souple », qui a exploré l'aspect rond et fluide : c'est notamment le cas du maître Al Dacascos, et le who hop kien, qui est dorénavant un style de kung fu. Ces évolutions se déclinent sous des noms différents tels que le kenkabo.
D'un point de vue pratique, le kajukenbo est réputé être un système dur par ses formes de travail plein contact. Mais, il s'agit d'une caractéristique propre à la plupart des kenpō issus de la branche hawaïenne.

## Branche américaine

### L’American Kenpo
L’American Kenpo est, dans son sens littéral, un terme générique désignant un ensemble de systèmes de combat d'origine hawaïenne qui se sont développés aux États-Unis. Cependant, ce terme désigne souvent, de manière spécifique, le système de combat créé par le grand-maître Ed Parker aux États-Unis, dès le milieu des années 1950. Ce système est souvent désigné sous divers noms, tels qu'American Kenpo, Ed Parker Kenpo, Kenpo Karate, Ed Parker American Kenpo Karate (EPAK).
En France, les termes couramment utilisés pour sa désignation sont : American Kenpo ou Kenpo américain. Ce système est né d’une lente élaboration entamée dans le début des années 1950 aux États-Unis, par le grand maître Ed Parker, dans sa volonté d’adapter son art aux situations variées d’agression pouvant survenir dans les rues des villes modernes.

### Shaolin kenpō
Ce système de kenpō a été créé par Ralph Castro, qui fut un élève de William K. S. Chow, puis plus tard d'Ed Parker. À la demande de William Chow, Ralph Castro qui enseignait son art sous la dénomination de kenpo karate, va créer un nouveau système auquel il donnera le nom de Shaolin kenpo, ceci pour distinguer son système de celui d'Ed Parker alors en plein « boom ».
Le système du maître Castro est techniquement très proche de celui du professeur Chow, et fidèle à l'influence chinoise : on trouve des frappes circulaires amples, enchaînées. Cependant, au niveau des techniques d'autodéfense, ce système est très proche sur de nombreux aspects de celui d'Ed Parker. Le système de Castro est assez développé aux États-Unis, avec quelques écoles en Europe, notamment en Espagne.

### Nick Cerio Kenpo
Il s'agit d'un système de combat élaboré par Nick Cerio, ancien compétiteur et élève de William Chow (des mains duquel il reçoit le cinquième degré — à noter que le maître Ed Parker lui attribuera plus tard le neuvième degré).
Son système a une double orientation : l'autodéfense et compétition sportive. Le système mis en place en 1974 et remanié en 1981 est issu d'une combinaison de l’Hawaiian Kenpo, du karaté (Shōrin-ryū), du ju-jitsu et de la boxe anglaise.
Il se base aussi sur les arts martiaux japonais et coréens des grands maîtres Ernie Lieb et Tadashi Yamashita. Ce système est très répandu sur le continent américain. En effet, prenant en charge la franchise des Studio-Unis d'autodéfense en 1986, franchise appartenant à son nouvel élève, Clermont Poulin, il effectue plusieurs modifications au niveau des katas, des systèmes de blocage et de l'autodéfense elle-même.
À la suite de son décès en 1998, Clermont Poulin, à ce moment ceinture noire 8e dan (hachidan) en Nick Cerio's Kenpo, décida de perpétuer les enseignements de son maître à l'aide d'un conseil des sages parmi lequel figure: grand maître Clermont Poulin (10e dan), shihan Denis Doddridge (7e dan), shihan Régis Poirier (7e dan), shihan Marc Paquet (7e dan), shihan Michel Drouin (6e dan), shihan Denis Perreault (6e dan) ainsi que shihan Mark Gingras (5e dan). Avec l'aide de cette équipe, les Studio-Unis d'autodéfense figurent aujourd'hui parmi l'une des organisations les plus reconnues dans la province de Québec. C'est d'ailleurs l'une des organisatrices du célèbre tournoi du Québec Open qui a lieu une fois par année en avril. En 2011, le conseil exécutif de kenpo du Nick Cerio a été congédié de manière permanente. L'école et l'organisation de kenpo de chaque Nick Cerio est maintenant indépendante sans des liens à ou la supervision par NCK.[pas clair]
Studio-Unis (page consultée le 5 septembre 2011). Historique des Studio-Unis.

### Tracy Kenpo
Le Tracy Kenpo est un système de combat structuré par les frères Tracy, initialement élèves du maître Parker. Leur système a une double orientation : autodéfense et compétition sportive.

### Lima lama
Le limalama ou lima lama, « main de la sagesse » ou « mains sages » est un système de combat structuré par le maître Tu'umamano « Tino » Tuiolosega, originaire des Samoa américaines, à partir de sa pratique du kenpo américain d'Ed Parker, du Sil Lum Kung fu de Sifu Ark Yuey Wong (Ng Ga Kuen ou 5 familles/5 animaux), de la boxe anglaise et de disciplines polynésiennes spécifiques comme le lua. De nombreux autres systèmes de kenpo existent sur le continent américain, et certains ne sont que des variations de l'American Kenpo du maître Ed Parker. D'autres, par contre, s'éloignent de la filiation avec l'American Kenpo : parmi ceux-ci, on trouve notamment l’Issin kenpo de Scott Russel.

## Kenpōjaponais
Au Japon, dans sa partie continentale, on trouve un certain nombre d'écoles de kenpō ayant des racines lointaines et communes avec certaines écoles de ju-jutsu traditionnel. Certaines écoles modernes conservent d'ailleurs cet attachement en nommant leur école Kenpō-ju-jitsu. Cependant, des écoles spécifiquement japonaises se sont structurées avec une identité kenpō permettant de les classer dans la grande famille du kenpō/kempo.

### Kenpōjaponais moderne

#### Nihon kenpōdu maître Tanaka Taiji
Cette école est issue d'une structuration et synthèse des diverses pratiques de son fondateur. Celui-ci pratique successivement le judo, le kendo, puis le kung fu pai hao (« style du héron »), et le tai chi chuan. À cette pratique, il faut intégrer son étude du karaté, des armes du kobudō et le goshin ju-jitsu. La rencontre déterminante avec le maître chinois Li Wang sera à l'origine de l'élaboration d'une synthèse martiale entre des techniques chinoises et japonaises : le nihon kenpō.

#### Nihon shorin-ji kenpō
Ce système de kenpō a été créé par le maître Nakano Michiomi (alias Dōshin Sō). Il est issu d'une famille membre de la Société du Dragon noir. Ayant séjourné un certain nombre d'années en Mandchourie (Chine), il va y étudier plusieurs styles de kung fu (chuan fa).
Il s'initie et étudie également plusieurs courants religieux (bouddhisme, taoïsme, confucianisme). Il fera ensuite la rencontre du maître chinois Wen Lao-Cho, qui est supposé lui avoir donné le titre de successeur et grand maître de son école de boxe de Shaolin. Il lui donnera également le nom de Dōshin Sō.
Il crée en 1947, le Shorin-ji kenpō (lecture japonaise de « méthode de boxe du monastère de Shaolin ») qui deviendra plus tard, la Nihon den sei-to Shorin-ji kenpō.

#### Kenpō kai
Le kenpō kai (拳法會) est un art martial japonais d'origine chinoise, imprégné des deux cultures. Son nom signifie « réunion des méthodes du poing » (拳, ken : « poing » ; 法, pō : « méthode » ; 會, kai : « réunion »). Ce style est issu de Shaolin et importé de Chine par un certain Tawada Ishizaka à une date incertaine de l'époque Edo.

## Kenpōokinawaïen
Le maître okinawaïen Motobu Choki est considéré par de nombreux historiens comme l'initiateur de la branche okinawaïenne de kenpō. Personnalité controversée[pourquoi ?] du monde des arts martiaux, il apprendra le kenpō au sein du cercle familial. Le maître Motobu est en effet issu d'une famille noble au sein de laquelle furent formés des experts réputés en arts martiaux.
Il apprendra également le karaté Shorin-ryū d'Okinawa auprès de grands maîtres tels Matsumura Sokon, Itosu Yasutsune. Il étudiera aussi le naha-te (version okinawaïenne de la capitale, Naha, ancienne et nouvelle[pas clair]). Mais il va surtout se former au combat de rue et deviendra un adversaire réputé. Il se rendra au Japon en 1921, puis à Hawaï : lors de ces deux périples, il répondra à des défis pour démontrer la supériorité de son système.
Il n'aura pas de successeur désigné, mais va former des experts de renom dont les maîtres les plus connus sont, en karaté :
- Robert Trias, fondateur de l'école Shuri-ryū ;
- Otsuka Hironori, fondateur du Wadō-ryū ; Shimabuku Tatsuo, fondateur de l'Isshin-ryū karaté.

Il formera aussi en kenpō les maîtres Nakamura de l'Okinawa kenpō et le maître Mitose James-Masayoshi du Kosho-ryū kenpō.

### Okinawa kenpō
Ce système de kenpō a été développé par le maître Nakamura Shigeru, qui fut un disciple du maître Motobu. Il étudiera avec un grand nombre de maîtres réputés parmi lesquels Higaonna Kanryo, Itosu Yasutsune.
Parmi ses disciples, on trouve :
- Oyata Seiyu, Odo Seikichi, qui vont développer à leur tour des systèmes de kenpō.
- Odo Seikichi : formé en Okinawa kenpō, il va y intégrer les armes du kobudō, ainsi que des katas issus du Shuri-ryū kenpō du maître américain, Robert Trias.

### Kenpō ju-jutsu
C'est une discipline de développement physique et mental et d'autodéfense, qui combine les arts martiaux japonais et okinawaïens. La transmission technique s'effectue principalement par des katas et des applications pratiques.

#### Description de la méthode
Le go-ho (« méthode dure ») regroupe les techniques de défense ou de frappe : blocages, coups de poing ou coups de pied, appuyés par une connaissance approfondie des points vulnérables du corps humain (kyusho), et de la maîtrise à la fois de la distance (maai) et de la cadence (hyoshi).
Le ju-ho (« méthode souple ») sert à riposter à une attaque au moyen de clés (kansetsu waza), d'étranglements (shime-waza), de projections (nage-waza) ou d'immobilisations (osae-waza).
À un certain niveau de technicité, goho et juho se confondent ; le goshin-ho (« défense personnelle ») regroupe l’ensemble des applications techniques (goho et juho) aux situations de combat et d’autodéfense ; les techniques de points de pression (kyusho) sont abordées dans le but martial (sappo) ou curatif (kappo ou seiho).

### Ryū-kyū kenpō
Ce terme peut être traduit par « méthode de boxe des Ryū-kyū ». Il désigne le système de kenpō créé par le maître Oyata Seiyu. Ce dernier fut disciple de Nakamura Shigeru, le fondateur de l'Okinawa kenpō. Il fut le maître des experts américains Joe Lexis et George Dillman.

## Shito-ryū kenpō
Il a été créé en 1948 par le maître Uechi Kanei (à distinguer de celui du Uechi-ryū).

## Sei-kenpō
Le Tinju-ryū est un système créé à la fin des années 1970 par le maître D. Noi N'Guyen. C'est une « boxe de défense » dans sa dénomination originale. On retrouve aussi le terme de Tinju-ryū kenpō concernant cet art. Ce style est issu de la synthèse du vinh xuan et du kenpō chinois, avec des phases techniques d'un aliran silat malaisien pour une utilisation en autodéfense.

## International Kenpo Federation
La pratique du kenpō s'est beaucoup développée en Europe au cours des dernières années, et notamment depuis la constitution d'une fédération mondiale multi-style : http://www.kempoikf.com/
Cette fédération promet la pratique du kenpō au travers de compétitions, de séminaires et d'échanges entre les pratiquants des pays membres. Elle suit actuellement un processus de reconnaissance par SportAccord : http://www.sportaccord.com/en/.